# عهامه (روستا)
 عهامه  (در عربی:  عُهامه )
نام روستایی است در دهستان ذُوعَید از توابع استان مَحویت در کشور یمن در شبه جزیره عربستان.

## جمعیت
جمعیت آن (۶۶ ) نفر (۵ خانوار) می‌باشد.